# Larian Studios
Larian Studios est une société de développement de jeux vidéo belge, située à Gand. Fondée en 1996 par le directeur de jeu Swen Vincke, elle est notamment connue pour ses jeux vidéo de rôle Divinity: Original Sin (2014), Divinity: Original Sin II (2017) et Baldur's Gate III (2023).
Au début des années 2020, elle compte 6 studios de développement dans le monde pour environ 450 employés.

## Histoire

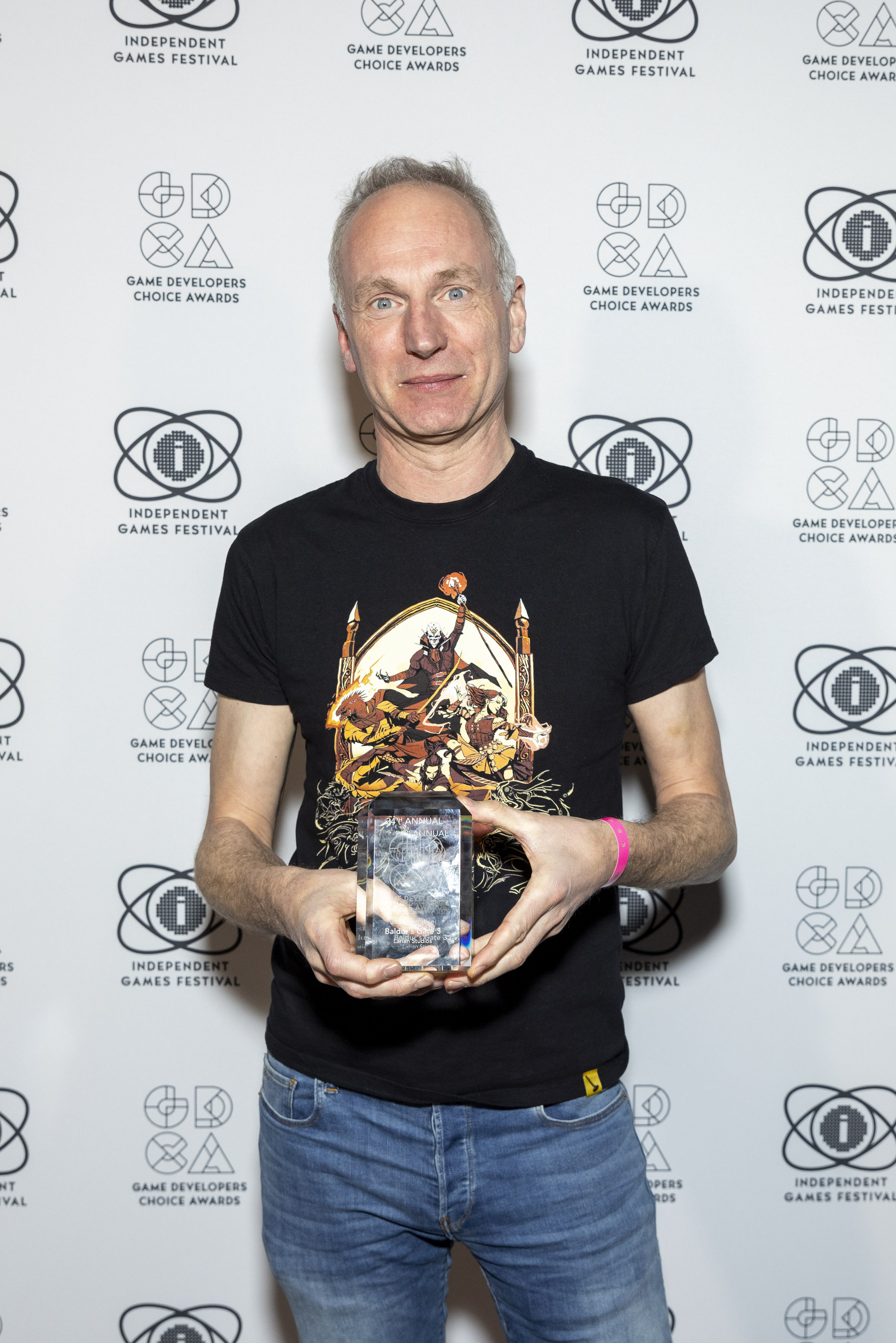
Le fondateur de Larian Studios, Swen Vincke, représentant l'équipe de Baldur's Gate III à la cérémonie des Game Developers Choice Awards en 2024.

Le premier projet du studio est un jeu de rôle intitulé The Lady, the Mage and the Knight (LMK) mais la société ne parvient pas à trouver un éditeur pour financer son développement à cause de son manque d'expérience dans le domaine. Pour démontrer sa capacité à produire des jeux de qualité, le studio produit LEDwars, un jeu de stratégie écrit en cinq mois et finalement publié par Ionos en 1997. Découle ensuite une collaboration avec le studio allemand Attic Entertainment Software pour terminer le développement de LMK mais à la suite de désaccords entre les développeurs des deux sociétés et leurs éditeurs, le projet est définitivement abandonné en 1999.
Les développeurs de Larian Studios se mettent alors au travail sur un nouveau projet intitulé Divinity : Sword of Lies. Le jeu voit le jour en 2002 sous le nom Divine Divinity, édité par CDV. Deux ans plus tard, le spin-off Beyond Divinity est lancé, publié par Ubisoft dans sa version standard et MediaMix Benelux dans sa version « Deluxe », contenant également le jeu original et une nouvelle située dans l'univers du jeu, Son of Chaos écrite par Rhianna Pratchett, également scénariste du jeu. La série continue avec Divinity 2 : Ego Draconis en 2009, qui contrairement aux deux jeux précédents, est en vue à la troisième personne et non plus en vue isométrique. S'ensuit une extension nommée Flames of Vengeance qui sort en 2010, et un jeu se situant dans le même univers mais très différent des autres, Divinity: Dragon Commander, un mélange entre un jeu de rôle et un jeu de stratégie en temps réel, sorti en 2013.
En 2014 sort Divinity: Original Sin, jeu de rôle à nouveau en vue isométrique qui est très bien accueilli par les critiques (avec un score Metacritic de 87). Il a permis de moderniser le jeu de rôle occidental au tour par tour. Il sera le jeu le plus rapidement vendu du studio, avec plus de 500 000 exemplaires en moins de 3 mois. Une caractéristique de ce jeu est aussi d'avoir été financé par crowdfunding, via une campagne de financement sur le site Kickstarter qui a levé plus de 940 000 $ sur les 400 000 $ demandés. Une version revue et corrigée du jeu, incluant un doublage en anglais ainsi que diverses autres mises à jour, est parue en octobre 2015.
Enfin, en septembre 2017, une suite est sortie, nommée Divinity: Original Sin II et acclamée par la critique française,.
Le 6 juin 2019, Larian Studios confirme la création de Baldur's Gate III lors du premier Stadia Connect, fuité quelques jours avant.
À date de 2023, l'entreprise compte 6 studios de développement dans le monde pour près de 450 employés.
Le 7 décembre 2023, Baldur's Gate III remporte le prix du jeu de l'année lors des " Game Awards"

## Situation
L'entreprise Larian Studios est possédée par Swen Vincke et son épouse ; celui-ci œuvre comme président directeur général et comme directeur créatif de Baldur's Gate III. D'après le journaliste spécialisé Jason Schreier, la stratégie de Vincke qui consiste à ne pas faire entrer l'entreprise en Bourse afin d'éviter de se plier aux demandes du marché permet aux développeurs une grande liberté créative, nuancée par le risque d'une faillite immédiate au cas où l'un des projets développés par Larian serait un échec. 

## Studios
- Gand ( Belgique)
- Québec ( Canada)
- Dublin ( Irlande)
- Kuala Lumpur ( Malaisie)
- Guildford ( Royaume-Uni)
- Barcelone ( Espagne)
- Varsovie ( Pologne), depuis 2024

(Swen Vicke, PDG de Larian, a souhaité répartir les studios dans des régions avec des fuseaux horaires différents pour avoir un cycle de développement continu)

## Jeux développés

### SérieDivinity
- Divine Divinity (2002)
- Beyond Divinity (2004)
- Divinity II: Ego Draconis (2009)
- Divinity II: Flames of Vengeance (2010)
- Divinity: Dragon Commander (2013)
- Divinity: Original Sin (2014)
- Divinity: Original Sin 2 (2017)

### Autres jeux
- LED Wars (1998)
- The Lady, the Mage and the Knight (annulé)
- Ketnet Kick (2004)
- Ketnet Kick 2 (2008)
- Adventure Rock (2008)
- GulliLand (2009)
- Baldur's Gate 3 (2023)

## Données économiques

### Données financières
| Période | Chiffre d'affaires    | Résultat net     | Source(s) |
| ------- | --------------------- | ---------------- | --------- |
| 2022    | 22,7 millions d'euros | -214 000 d'euros | [ 11 ]    |
| 2023    | 249 millions d'euros  |                  | ,         |

### Données boursières
Selon le directeur de l'édition, Michael Douse, la direction de Larian Studios doit faire son possible pour résister à la tentation d'entrer en bourse, pour garder une autonomie créative et économique et éviter les licenciements boursiers,.